# Lygodactylus nyaneka
Lygodactylus nyaneka — вид геконоподібних ящірок родини геконових (Gekkonidae). Ендемік Анголи. Описаний у 2020 році. 

## Поширення і екологія
Lygodactylus nyaneka мешкають в центральних і південно-західних районах Анголи, від Бенгели до Намібе, Уїли і Біє, можливо, також до Квандо-Кубанго. Вони живуть в саванах та серед скель.

## Назва
Вид названий на честь народу ньянека, що живе на півдні Анголи.